# Hedychridium albanicum
Hedychridium albanicum is een vliesvleugelig insect uit de familie van de goudwespen (Chrysididae). De wetenschappelijke naam van de soort is voor het eerst geldig gepubliceerd in 1922 door Trautmann.